# Дискография на Мария
Българската изпълнителка Мария е издала 8 студийни албума, 2 компилации, 2 видео албума и 113 видеоклипа. Певицата има договор с музикалната компания „Пайнер“ от 2000 до 2023 г.

## Албуми

### Студийни албуми
| Заглавие        | Детайли за албума                                  |
| --------------- | -------------------------------------------------- |
| Спомен          | - Издаден: 2000 - Издател: Пайнер - Формат: MC, CD |
| Първа луна      | - Издаден: 2001 - Издател: Пайнер - Формат: MC, CD |
| Истинска        | - Издаден: 2003 - Издател: Пайнер - Формат: MC, CD |
| Мария           | - Издаден: 2004 - Издател: Пайнер - Формат: MC, CD |
| Осъдена душа    | - Издаден: 2005 - Издател: Пайнер - Формат: MC, CD |
| Единствен       | - Издаден: 2006 - Издател: Пайнер - Формат: MC, CD |
| XIII            | - Издаден: 2012 - Издател: Пайнер - Формат: MC, CD |
| Твоите 100 лица | - Издаден: 2015 - Издател: Пайнер - Формат: MC, CD |

### Компилации
| Заглавие                             | Детайли за албума                                            |
| ------------------------------------ | ------------------------------------------------------------ |
| The Best of Maria                    | - Издаден: 13 януари 2013 - Издател: Пайнер - Формат: MC, CD |
| Златните хитове на Пайнер 14 – Мария | - Издаден: 30 април 2013 - Издател: Пайнер - Формат: CD      |

### Микс албуми
| Заглавие       | Детайли за албума                                           |
| -------------- | ----------------------------------------------------------- |
| Maria Mega Mix | - Издаден: 29 септември 2004 - Издател: Пайнер - Формат: CD |

### Видео албуми
| Заглавие                     | Детайли за албума                                    |
| ---------------------------- | ---------------------------------------------------- |
| Maria Best Video Selection   | - Издаден: 2005 - Издател: Пайнер - Формат: DVD, VHS |
| Maria Best Video Selection 2 | - Издаден: 2009 - Издател: Пайнер - Формат: DVD      |

## Песни извън албум
- При мен ела (2000)
- Мечта съм за теб (2000)
- Който пее, зло не мисли (2000)
- Един за друг (дует с DJ Дамян) (2001)
- Деца на нощта (2001)
- Сладък миг (2002)
- Искаш да ме имаш (ремикс-дует с DJ Джери) (2004)
- Край (2004)
- Телефони (ремикс-с орк. Кристали) (2006)
- Луда нощ (2007)
- ХХХ (дует с DJ Живко Микс) (2007)
- Изпепелена (2007)
- Не ме обичай (2008)
- Луд в любовта (2008)
- Не, не, не (2008)
- Само теб (трио с DJ Живко Микс и Илиян) (2008)
- Най-доброто място (2009)
- Ако бях заменима (2009)
- Сладко, сладко (2009)
- Така се случи (2009)
- Ти позна ли ме (ремикс) (2010)
- Какво правим сега (дует с Цветелина Янева) (2011)
- Давай, питай (2011)
- Брала мома ружа цвете (с Едно време) (2013)
- Любими ръце (2013)
- Ако няма те (2014)
- Любима грешка (ft. с X и Dee) (2014)
- Тик-так (2015)
- Коледа (дует с Марая) (2015)
- Мръсни думи говори (трио с Азис и Фики) (2016)
- Истинска жена/Zug yonim (трио с Ави Бенеди и Гъмзата) (2016)
- Страдам (дует със Stan) (2016)
- Обичам да те режа (дует с Dee) (2016)
- Айде, чао (трио с Kyriacos Georgiou и Jackpot) (2016)
- Тази нощ се казваш мой (2016)
- Да ти дам ли малко (2017)
- Болна тема си за мен (2017)
- Червеният картон (2017)
- Всичко забранено (2017)
- Тук и сега (2017)
- Точно как (2018)
- Чувал ли си за такива (2018)
- Не я познавам тая жена (2018)
- Кажи ѝ (2018)
- Моето момче (2018)
- Да ме гали (2019)
- Престъпно твоя (2019)
- Най-добрата, ето (2019)
- Липсваш, мило мое (2019)
- Мы кричим (дует с Рамбл) (2020)
- С мен (2020)
- В сезона на греха (дует с Тони Стораро) (2020)
- Стой настрана (дует със Саша Рикобенд) (2020)
- Давай, разплачи ме (2021)
- Ще те побъркам (2022)
- Любовта му (2023)
- Обичам да е лято (2023)
- Аз коя съм (2023)
- Ангел мой (2023)
- Давай газ (2024)
- Няма да ти дам (2024)
- Малка черна рокля (дует със Syper Sa6) (2024)
- Ако жена изневери (2024)
- Ya habibi (дует с Тони Стораро ft. Кирил Кирилов) (2024)
- Викай ми голямо (2025)
- Бали-Бали, Дубай (2025)